# Мирук, Виктор Фёдорович
Виктор Фёдорович Мирук (21 июня 1941, Минская область — 28 ноября 2004, Москва) — советский и российский военачальник, военный учёный, командующий 6-й отдельной армией ПВО (1987—1990), первый заместитель главнокомандующего Войсками ПВО Российской Федерации (1991—1998), генерал-полковник.

## Биография
Родился 21 июня 1941 года в деревне Гливин Борисовского района Минской области Белорусской ССР (ныне — Белоруссия).
В 1962 году окончил Ярославское военно-техническое училище войск ПВО страны (ныне — Ярославское высшее военное училище противовоздушной обороны) в городе Ярославль. Служил на инженерных и командных должностях в Войсках ПВО страны. В дальнейшем окончил Военную командную академию ПВО имени Г. К. Жукова (ныне — Военная академия воздушно-космической обороны имени Маршала Советского Союза Г. К. Жукова) в городе Калинин (ныне — Тверь).
В 1975—1981 годах — командир 108-го зенитного ракетного полка 7-го корпуса ПВО ордена Ленина Московского округа ПВО (МО ПВО) (штаб полка — в посёлке городского типа Шилово, ныне — микрорайон города Воронеж).
В 1983—1985 годах — командир 3-го корпуса ПВО МО ПВО (штаб корпуса  — в городе Ярославль).
В 1980-х годах основное внимание в подготовке войск ПВО сосредоточивалось на отработке способов эффективного применения оружия, в особенности новых образцов боевой техники по уничтожению существующих и перспективных средств воздушного нападения противника, овладении методами качественной подготовки и ведении противовоздушных операций. В авангарде этой работы в 1983-1984 годах шёл 3-й корпус ПВО под командованием генерал-майора В. Ф. Мирука. Бригады и полки, входящие в состав корпуса, в ходе соревнования под девизом «Быть начеку, в постоянной боевой готовности к защите завоеваний социализма», на тактических учениях показали возросшее мастерство.
В 1985 году поступил в Военную академию Генерального штаба Вооружённых Сил СССР имени К. Е. Ворошилова (ныне — Военная академия Генерального штаба Вооружённых сил Российской Федерации), которую окончил в 1987 году.
В 1987—1990 годах — командующий 6-й отдельной армией ПВО (штаб армии — в городе Ленинград, ныне Санкт-Петербург).
В 1991—1998 годах — первый заместитель главнокомандующего Войсками противовоздушной обороны Российской Федерации. В связи с объединением Военно-воздушных сил и Войск противовоздушной обороны Российской Федерации в единый род войск — Военно-воздушные силы Российской Федерации был освобождён от занимаемой должности.
Автор ряда научных работ и публикаций.
С 2001 года генерал-полковник В. Ф. Мирук — в запасе.
Жил в Москве. Умер 28 ноября 2004 года. Похоронен в Москве на Троекуровском кладбище.
Доктор военных наук (1993). Профессор (1994). Действительный член Академии военных наук.

## Воинские звания
- генерал-майор артиллерии (29.04.1983);
- генерал-майор (26.04.1984);
- генерал-лейтенант (27.10.1988);
- генерал-полковник (18.12.1991).

## Награды
- орден «За военные заслуги» (01.03.1996);
- орден Красной Звезды;
- орден «За службу Родине в Вооружённых Силах СССР» 2-й степени;
- орден «За службу Родине в Вооружённых Силах СССР» 3-й степени;
- медали СССР и Российской Федерации.

## Публикации и научные труды
- Мирук В. Ф. Воздушно-космическая оборона как фактор стратегической стабильности // Военная мысль. — 1997. — № 2. — С. 2—5.
- Мирук В. Ф. Теоретические основы ВКО государства // Тверь: ВА ПВО, 1994. — 58 с.

## Семья
Сын — Константин Викторович Мирук — генерал-майор (18.02.2021).